# Parco delle Terme di Levico
Il Parco delle Terme di Levico è il parco storico più importante della provincia autonoma di Trento, venne progettato da Georg Ziehl (1873-1953), un paesaggista-giardiniere tedesco, agli inizi del 1900 ed inaugurato nel 1902.
Situato a Levico Terme, ha una superficie di 131669,47 m² ed è gestito dal Servizio per il Sostegno Occupazionale e Valorizzazione Ambientale della provincia autonoma di Trento ed è di proprietà della provincia autonoma di Trento.
Al suo interno sono presenti due edifici storici: il Grand Hotel Imperial e Villa Paradiso, detta anche "La casa del giardiniere", in cui vengono svolte mostre come "Forte pura salubre acqua" e "Spazi Colti".
La flora del Parco comprende 581 alberi, 4300 arbusti e tappezzanti e 75000 specie bulbose, per quanto riguarda la fauna, è certa la presenza di scoiattoli, cinciallegre e merli, sono infine presenti molte specie di funghi e alcune serre.
Ogni anno vengono svolte numerose attività al suo interno, come l'Ortinparco e il Mercatino di Natale, conosciuto in tutta la regione Trentino-Alto Adige.

## Storia
Nel 1896 venne innaugurata la nuova linea ferroviaria Trento-Levico-Tezze, una tappa importante per la città di Levico Terme, meta al tempo molto apprezzata dalla nobiltà austro-ungarica, grazie alla sua notorietà come stazione termale.
La storia del Parco delle Terme di Levico iniziò nel 1898, quando il direttore della Società Levico-Vetriolo Heilquellen, Julius Adrian Pollacsek, ha acquistato un campo con viti e gelsi di 120.000 metri circa, per 100.000 fiorini. Il suo scopo era quello di creare un luogo termale composto da un enorme albergo al centro di un parco altrettanto grande.
Il progetto venne affidato a Georg Ziehl (1873-1953), un paesaggista-giardiniere tedesco, agli inizi del 1900; con una sola richiesta: doveva rispettare i canoni della moda ottocentesca.
Venne così costruito un enorme giardino termale, con un albergo al centro, ispirato al modello estetico "all'inglese", con ampi spazi aperti, piante, alberi e vialetti per passeggiare.
I tempi della fabbricazione furono brevi e nel 1905 venne inaugurato.
L'entrata principale del parco si affaccia sul viale ricco di faggi secolari, che arriva sino alla stazione ferroviaria di Levico; per questa via passa anche l'asse principale, che raggiunge il Grand Hotel Imperial.
Gli alberi ad oggi più grandi, come la sequoia gigante della California, le magnolie e varie conifere, risalgono ai tempi della costruzione del parco, così come Villa Paradiso, una costruzione al centro del luogo termale in stile Liberty, che fu per decenni la residenza del giardiniere. 
I faggi, le altre latifoglie e le aiuole di fiori, un tempo dedicate all'elioterapia, vennero aggiunte dal direttore Alcide Sartori. 
Recentemente sono stati aggiunti gli abeti del Caucaso nei viali principali.

### Prime iniziative
Gli interventi susseguiti negli anni avevano modificato gli elementi principali del parco, come la presenza di specie arboree esotiche e l'alternanza di "vuoti e pieni".
Alla fine degli anni ottanta, la scuola orto-fluoro-frutticoltura di Minoprio, a Como, evidenziò la necessità di diminuire la vegetazione, dato che in alcuni punti era diventata estremamente fitta.
Alla fine degli anni novanta, il Servizio Ripristino e Valorizzazione Ambientale, iniziò a svolgere delle vere e proprie indagini utili a classificare la vegetazione del parco in base alla sua pericolosità, così da garantire maggiore sicurezza a visitatori e lavoratori.
Nel 1998 la gestione del parco venne affidata alla provincia autonoma di Trento.
Tra il 1999 e il 2002 la provincia autonoma di Trento e l'Università degli Studi di Firenze iniziarono a documentare la storia del parco, avviando il catasto di tutte le alberature.
Tutte queste iniziative misero le basi per un progetto svolto da Mariapia Cunico e Francesca Benati, architetti del paesaggio, che consisteva in una riqualificazione dell'area, i cui obiettivi principali erano la valorizzazione della vegetazione, dell'architettura, dell'arte e della storia. 
È stato ultimato nel 2007, con la sostituzione degli alberi considerati pericolosi o in eccesso con nuove specie arbustive raggruppate in aree tematiche. 
Nella zona ovest è stato costruito un anfiteatro verde, utilizzato per spettacoli all'aria aperta.
Dal 2016 il Parco delle Terme di Levico è entrato a far parte dei Grandi Giardini Italiani: una rete di persone composta da proprietari, curatori, storici dell'arte, giardinieri, agronomi, guide e vari professionisti del verde, che collaborano per la manutenzione e valorizzazione dei giardini.

### Vaia: danni e beneficenza
Il 29 ottobre 2018 si scatenò la tempesta Vaia, che causò innumerevoli danni a tutto l'arco alpino e, inevitabilmente, anche al Parco delle Terme di Levico. In totale furono 216 gli alberi caduti e/o abbattuti, per la maggior parte si trattava di esemplari molto grandi.
Grazie all'aiuto di imprese esterne, l'operazione di sgombero è stata attivata in tempi molto rapidi, rendendo possibile lo svolgimento del mercatino di Natale del 2018, seguito da un'ulteriore pulizia e ricostruzione durante la primavera del 2019.
Nel 2020 il Consorzio Levico Terme in Centro promosse la campagna "Adotta un Albero", e, con l'aiuto della provincia autonoma di Trento, vennero piantati circa 280 nuovi alberi, tra cui faggi, aceri, tigli, betulle e molti altri. 
È stata inoltre introdotta una nuova aiuola di specie perenni e 10.000 tulipani diversi, come Allium giganteum, iris nani e fritillarie.
L'idea su cui si è basato il progetto era quella di dare maggiore spazio alle latifoglie, così da migliorare l'effetto fogliare in autunno.
Tutte le piante citate in precedenza sono state piantate grazie all'aiuto e alla solidarietà di moltissimi cittadini, scuole e aziende, che hanno donato somme per un totale di 39.397,21 euro.
Il 31 gennaio 2021 la campagna "Adotta un Albero" è stata chiusa.
È stata infine introdotta una novità nel 2021: "Zefiro", una macchina eolica ideata durante il concorso di idee di VAIA, che darà una nuova forma all'ex campo da tennis, situato nella parte alta del parco.

## Ambiente
Non è mai stato fatto un censimento degli animali che vivono all'interno del parco. È comunque certa la presenza dello scoiattolo comune, di picchi, cinciallegre e merli.
Spesso vengono viste delle fosse scavate dai tassi, provenienti dalla campagna limitrofa. All'interno del parco, grazie al Gruppo micologico di Levico, sono state osservate più di duecentoventi specie di funghi.
Il parco fa uso di due mezzi elettrici (di cui uno a GPL) per le operazioni di manutenzione, silenziosi e a emissione zero.

### Flora

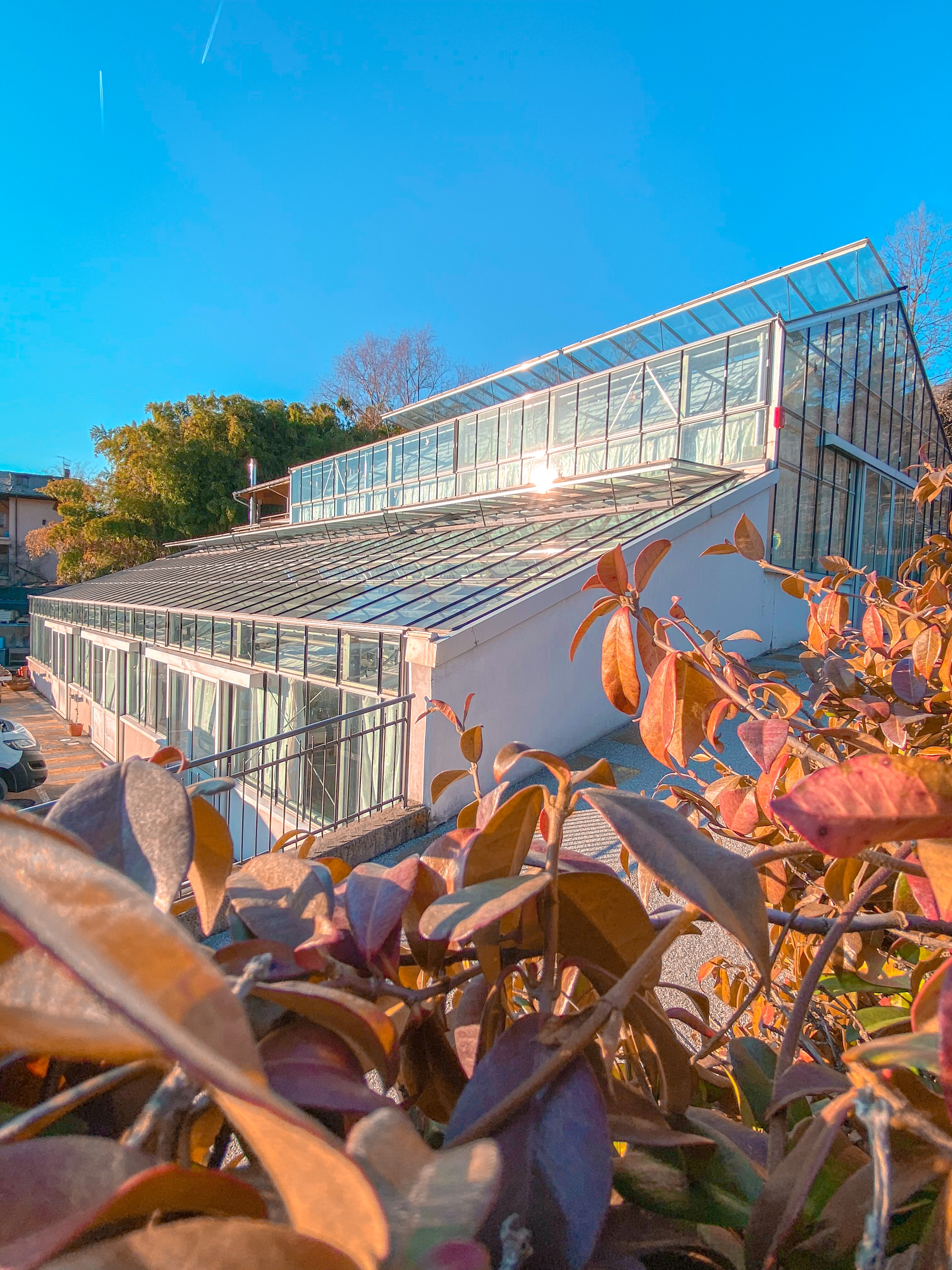
Serra al Parco delle Terme di Levico.

La flora del parco comprende: 581 alberi diversi, 4300 arbusti e tappezzanti e 75000 specie bulbose.
Nel 1970 erano state installate delle serre in ferro e vetro, che venivano utilizzate per la produzione di piante d'arredo di interni; tuttavia non erano più adeguate per via della scarsa sicurezza e protezione, per gli spazi ristretti, per l'assenza di meccanizzazione e l'impossibilità di programmare e controllare i parametri ambientali. 
Così, nel 2007, sono state inaugurate delle nuove serre, che conservano le funzioni di produzione di piante da interni, ma sono dotate di spazi per svolgere laboratori didattici per bambini e ragazzi.
Accanto alla maggior parte dei punti di sosta sono presenti delle aiuole. Le due principali si trovano una all'ingresso di Piazzale Garollo (dove ci sono soprattutto specie aromatiche e da fiore, come elicriso, garofano, garofanini del genere Dianthus, lavanda, menta, ruta, salvia, santolina e timo) e l'altra all'ingresso principale (un'aiuola rotonda che cambia aspetto in base alla stagione, con eriche e callune, oppure cavoli ornamentali, viole e tulipani in primavera, Ageratum houstonianum e girasoli in estate).
Per dare maggior colore al parco, sono state piantate 75000 bulbose a fioritura scalare e una parte di esse viene rinnovata annualmente. Le fioriture iniziano a febbraio con i campanellini Leucojum vernum, i bucaneve Galanthus nivalis, i Muscari armeniacum 'Leichtlin ex Baker', Muscari botryoides 'Album', i crochi e i narcisi. Ad aprile fiorisce la Fritillaria meleagris assieme a varie specie di tulipani. 
In settembre si può infine osservare la Sternbergia lutea.
Alla base degli alberi monumentali, sulle rampe e in altre zone in cui l'erba non può crescere, sono state piantate delle specie tappezzanti, ossia piante che riescono a ricoprire il terreno, vincendo la competizione di altre specie indesiderate. Tra queste: Geranium macrorrhizum, che copre una vasta area, sotto la quale si trova un vano tecnico dell'impianto elettrico; la Pachysandra terminalis, un'erbacea sempreverde che in primavera presenta dei fiori bianchi e per il resto dell'anno ricopre il terreno con foglie palmato-partite. 
Sono state inoltre utilizzate alcune rose come tappezzanti: la Rosa “ballerina”, con fiori color bianco-rosato, la Rosa banksiae "alba" e la Rosa “supernova”, con fiori bianchi. 
Nelle aree in cui tappezzanti non sarebbero riusciti a sopravvivere, sono state inserite delle edere.
Altre fioriture del parco, oltre a quelle sopracitate, sono: Gaultheria procumbens, che fiorisce a gennaio, novembre e dicembre; Calicanto d'inverno, Hamamelis e nocciolo, visibili nel mese di febbraio; Muscari, Narcissus e Viburnum x bodnadense 'dawn', che fioriscono a marzo; Fritillaria meleagris, peonie, Cornus florida, Cornus kousa, Cornus nuttalii, Lonicer fragrantissima, spiree, Prunus laurocerasus, Berberis thunbergii, Berberis julianae, Syringa afghanica, che è possibile trovare nel mese di aprile; Viburnum opulus 'Roseum', Viburnum plicatum 'mariesi' e Viburnum davidii, osservabili a maggio; Rosa 'ballerina', Rosa 'Sally Holmes', Rosa 'Stile 800', Rosa "Supernova', Rosa chinensis 'Mutabilis', ortensie e ibisco, che fioriscono nei mesi di giugno, luglio, agosto, settembre e ottobre.

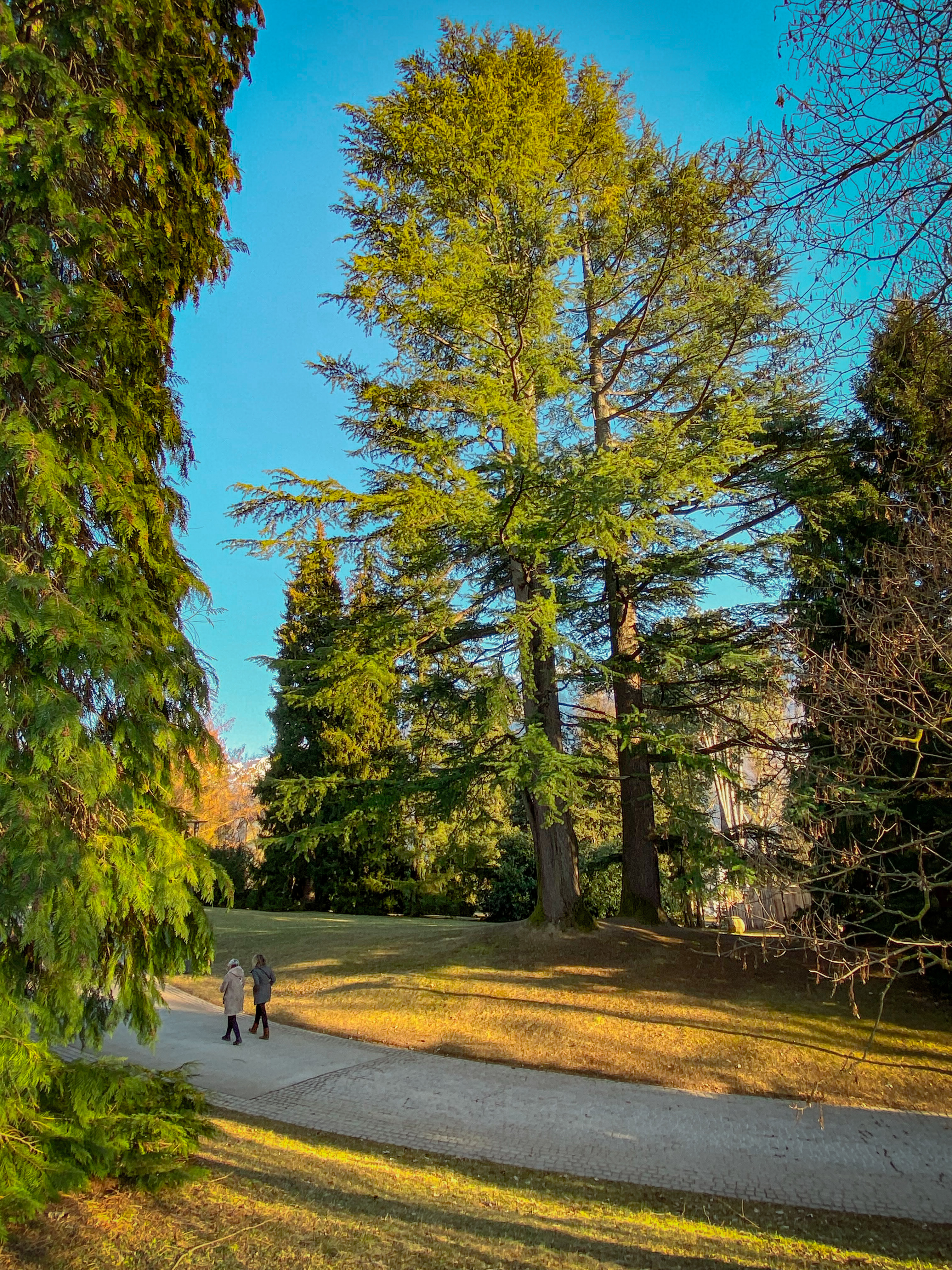
Cedro dell'Himalaya, Parco delle Terme di Levico.

All'interno del Parco delle Terme di Levico sono presenti numerosi alberi, tra cui: abete del Caucaso (Abies nordmanniana), abete orientale (Picea orientalis), abete rosso (Picea abies), acero di monte (Acer pseudoplatanus), acero riccio (Acer platanoides), agrifoglio (Ilex aquifolium), albero dei tulipani (Liriodendron tulipifera), betulla (Betula pendula), carpino bianco (Carpinus betulus), cedro dell'Himalaya (Cedrus deodara), cedro da incenso (Calocedrus decurrens), ciliegio (Prunus avium), cipresso di Lawson (Chamaecyparis lawsoniana), douglasia (Pseudotsuga menziesii), faggio (Fagus sylvatica), frassino maggiore (Fraxinus excelsior), ginko (Ginkgo biloba), ippocastano (Aesculus hippocastanum), larice (Larix decidua), Liquidambar styraciflua, maggiociondolo (Laburnum anagyroides), metasequoia (Metasequoia glyptostroboides), pino di Coulter (Pinus coulteri), pino himalaiano (Pinus wallichiana), pino nero (Pinus nigra), pino silvestre (Pinus sylvestris), platano (Platanus x hispanica), quercia (Quercus robur), sequoia (Sequoia sempervirens), sequoia gigante (Sequoiadendron giganteum), tiglio (Tilia cordata), tuia (Thuja plicata) e, infine, varie specie di viburni, come Viburnum opulus, Viburnum davidii, Viburnum fragrans, Viburnum x burkwoodii, Viburnum plicatum, Viburnum x bodnadese, Viburnum rhytidophyllum, e di Cornus, come Cornus alba "sibirica", Cornus stolonifera "flaviramea", Cornus canadensis, Cornus florida, Cornus kousa e Cornus nuttalii.

## Edifici storici
All'interno del parco sono presenti soltanto due edifici: il Grand Hotel Imperial e Villa Paradiso, chiamata anche "la casa del giardiniere".

### Grand Hotel Imperial

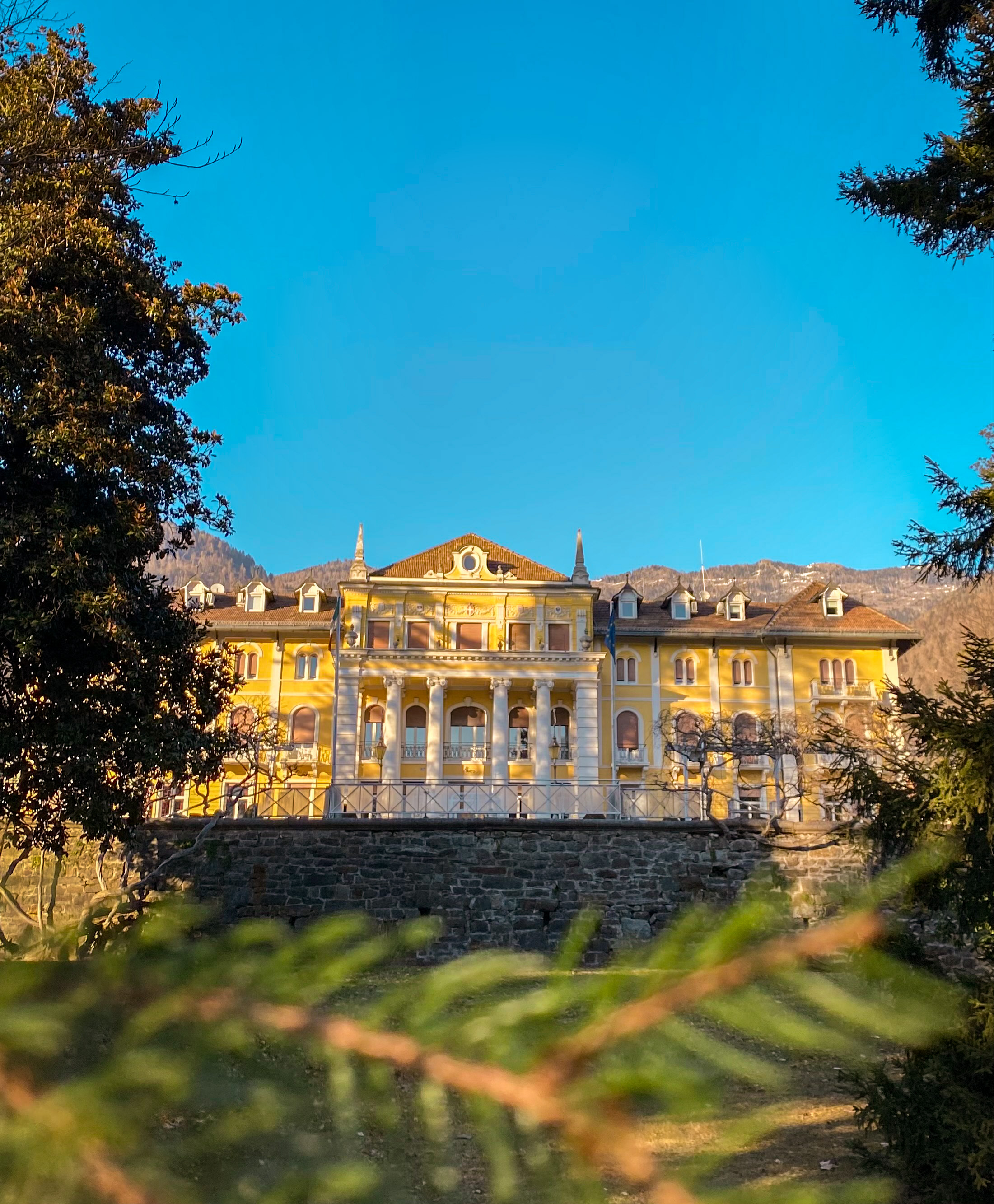
Grand Hotel Imperial al Parco delle Terme di Levico.

Il Grand Hotel Imperial è considerato il simbolo della fama internazionale raggiunta da Levico terme all'inizio del secolo.
Il suo nome è legato alla figura di Julius Adrian Pollacsek: quando l'uomo giunse a Levico l'attività termale era gestita dalla Società Balneare, formata da un insieme di cittadini di Levico. Così, nel 1895, costruì una prima società, la Levico-Vetriolo Heilquellen e, dopo l'inaugurazione della linea ferroviaria della Valsugana, iniziò a pensare all'idea di costruire un grande stabilimento termale all'interno di un albergo di lusso circondato da un enorme parco, nelle vicinanze voleva inoltre fare uno stabilimento per l'imbottigliamento e la spedizione delle acque.
Nel 1898 iniziarono i lavori per realizzare le sue idee e nel 1900 l'arciduca d'Austria Eugenio visitò in anteprima il nuovo stabilimento, nello stesso anno venne inaugurato il parco.
L'Imperial Grand Hotel venne subito considerato tra le migliori strutture a livello europeo nel suo genere: al suo interno erano presenti cabine per le cure termali, una sala per la ginnastica, un reparto per bagni di luce ed elettroterapia, salotti medici, due ascensori, riscaldamento a vapore, illuminazione a luce elettrica, cento camere per l'alloggio e numerose sale di servizio; attraverso un passaggio coperto, era inoltre collegato ad un padiglione che fungeva da sala da pranzo, sala per le feste e zona soggiorno.
Negli anni precedenti alla prima guerra mondiale, l'hotel accolse ospiti provenienti da tutto il mondo; tra i più importanti si ricordano la principessa Maria di Windisch-Grätz, l'arciduca Carlo Teodoro di Baviera, re Alberto I del Belgio e alcune granduchesse della Casa d'Austria; tra gli ospiti italiani c'erano i principi Borghese e Colonna, il principe Ludovico Chigi, il duca Visconti di Modrone e vari industriali.
Durante la prima guerra mondiale l'hotel fu danneggiato, ma, dopo l'annessione del Trentino-Alto Adige all'Italia, intervenne lo Stato per sistemarlo nel 1930.
Durante la seconda guerra mondiale, l'hotel fu requisito dal generale Albert Kesselring e venne adibito a comando generale d'armata per le operazioni di guerra a Padova, Vicenza e Trento.
Dopo la costituzione della regione autonoma del Trentino-Alto Adige, le terme divennero proprietà della regione, che nel 1965 costruì un nuovo stabilimento.
Dal 1973 le terme e l'Imperial Grand Hotel, sono di proprietà della provincia autonoma di Trento, che nel 1984 lo ristrutturò completamente per riportarlo all'antico aspetto.
Oggi l'albergo è stato ampliato ed è dotato di ogni comfort, mantenendo comunque lo stile liberty che da sempre lo caratterizza.

### Villa Paradiso

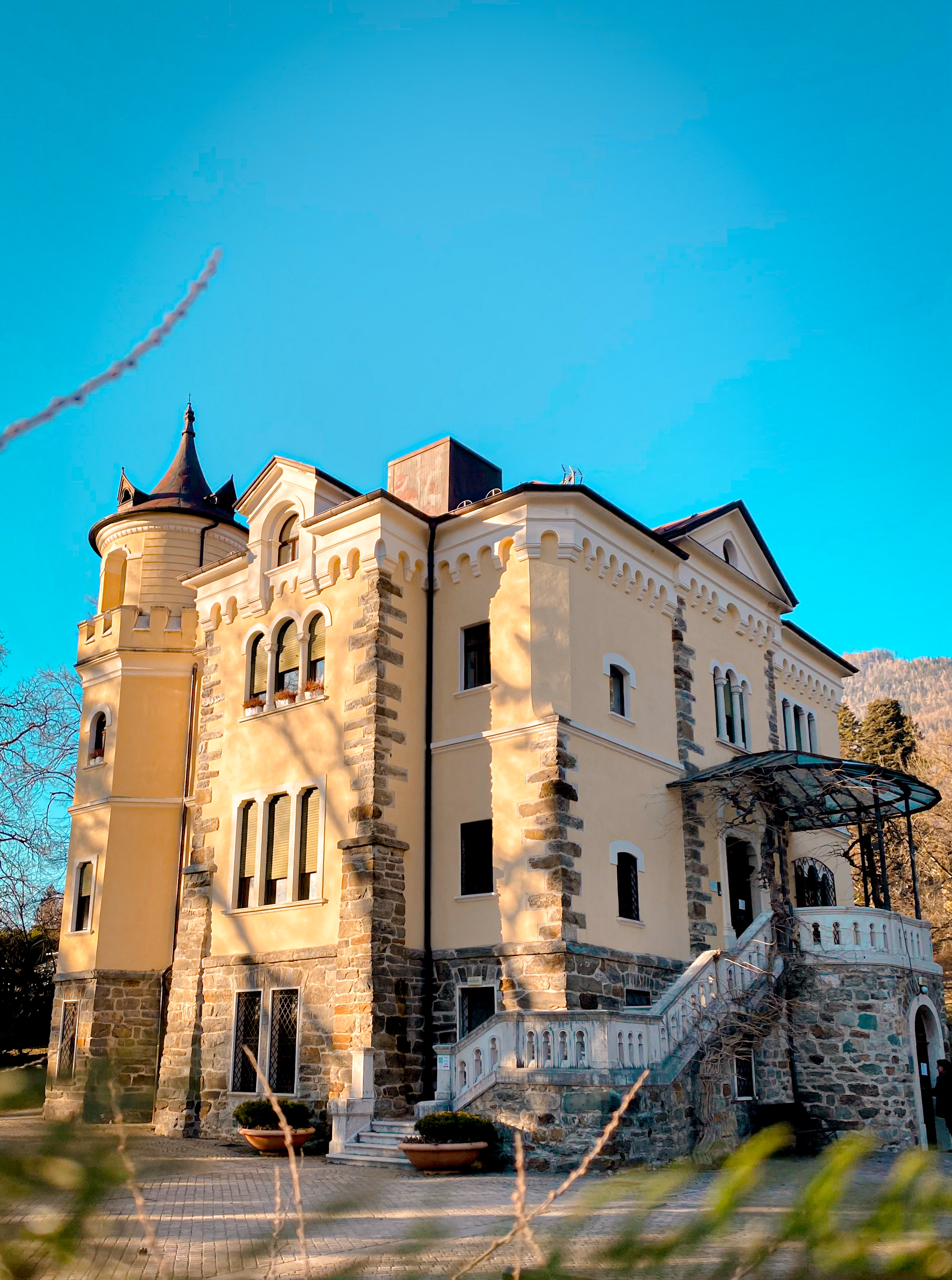
Villa Paradiso al Parco delle Terme di Levico.

La costruzione di Villa Paradiso, chiamata anche "La casa del giardiniere", è stata svolta assieme alle opere più importanti per la città di Levico Terme, a cavallo tra il XIX ed il XX secolo.
Il progetto dell'edificio, firmato dall'architetto Stahn e mostrato dalla società Levico-Vetriolo Heilquellen all'amministrazione reggente dell'anno 1899 per ottenerne l'approvazione, è conservato presso la biblioteca comunale di Levico Terme.
Inizialmente Villa Paradiso sorse come sede amministrativa e direzionale della società, che al tempo gestiva il parco e il magazzino di imbottigliamento dell'acqua.
Si trova al centro del Parco delle Terme di Levico e segue uno stile architettonico connotato da stilemi di gusto eclettico-storicista, con numerosi riferimenti liberty. 
All'esterno si possono osservare elementi e corpi distinti, come la torretta d'angolo poligonale a tutta altezza con sommità circolare, il piccolo volume poligonale con una terrazza sul lato nord e un'enorme scala in pietra a doppia rampa per raggiungerla.
L'interno è composto da una sala centrale con pavimento seminato alla veneziana e attorno ad essa una scala in pietra con una ringhiera in ferro in stile liberty; il resto di Villa Paradiso comprende ampie stanze con soffitti decorati e serramenti lignei d'inizio secolo.

Al suo interno sono state svolte mostre come "Forte pura salubre acqua", riguardante il turismo termale nell'arco alpino e in particolare a Levico Terme tra il XIX e il XX secolo e "Spazi Colti: i giardini della storia d'occidente".

## Turismo
La Valsugana, anche grazie alla presenza del Parco delle Terme di Levico, è stata la prima destinazione al mondo ad ottenere la certificazione per il turismo sostenibile, secondo i criteri del GSTC: un'organizzazione pensata dalle Nazioni Unite per concretizzare i 17 obiettivi di sviluppo sostenibile (Sustainable Developement Goals). 

### Mercatino di Natale

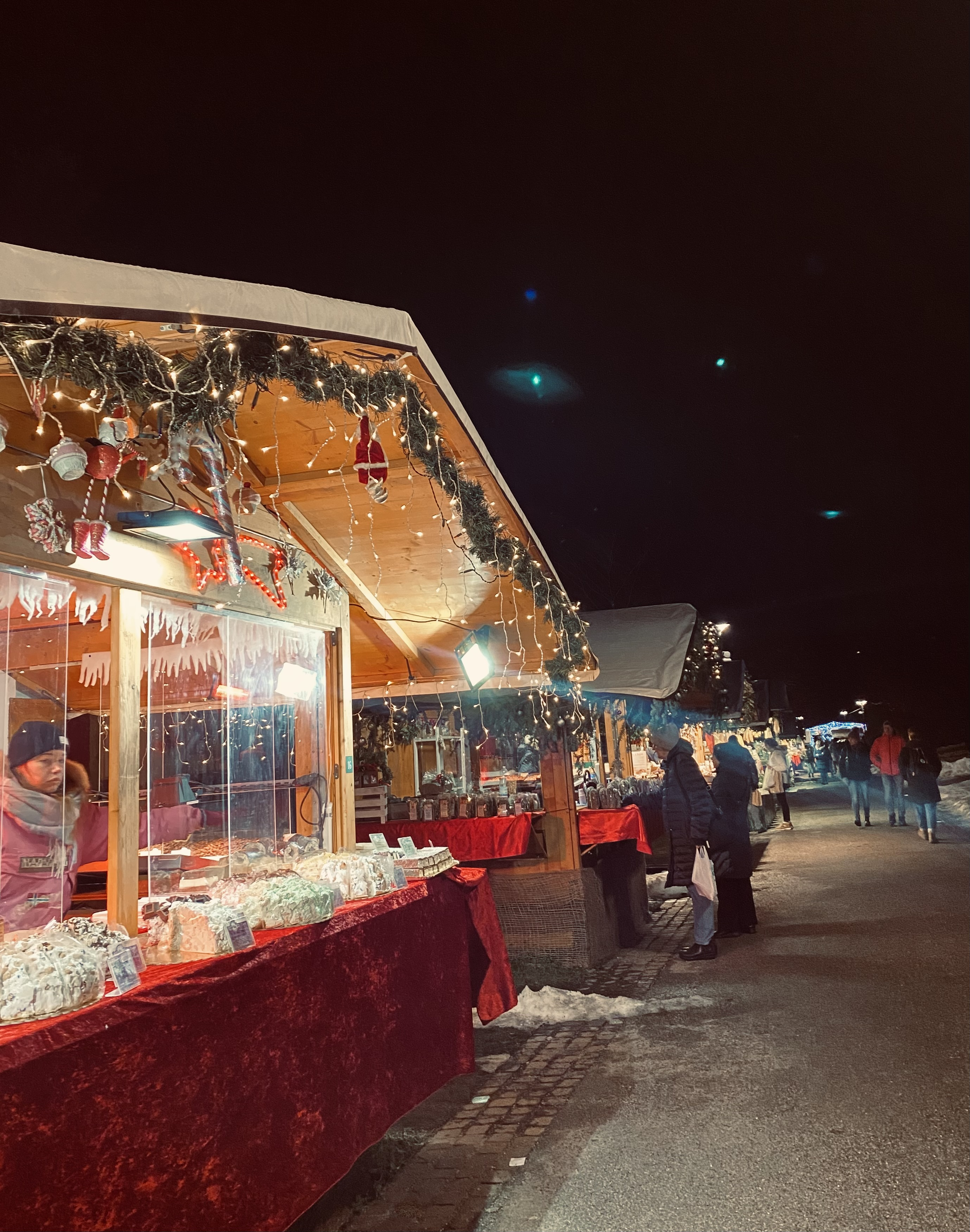
Bancarella del Mercatino di Natale, Parco delle Terme di Levico.

All'interno del Parco delle Terme di Levico viene svolto ogni anno il mercatino di Natale, l'ultimo si è tenuto nell'inverno tra il 2022 e il 2023, si trattava della ventunesima edizione. Solitamente apre nella seconda metà di novembre e chiude il sei gennaio.
Vengono allestite tradizionali casette in legno, all'interno delle quali si vendono prodotti artigianali e gastronomici di ogni tipo, come: decorazioni natalizie, oggetti artigianali in pelle, vetro, legno e tessuto, piatti cucinati al momento e vin brulé; il parco viene ricoperto di luci, addobbi e casse che riproducono musiche natalizie.
Sono presenti varie attività, quali: i figuranti della Corte Asburgica, il Gran Ballo in Piazza della Chiesa, gli aiutanti di Babbo Natale nel Villaggio degli Elfi, la carrozza addobbata per svolgere un tour nel Mercatino e nel centro storico di Levico Terme, all'interno del quale sono presenti botteghe storiche, decorazioni natalizie, natività in Piazza, simposio di scultura del legno e scultura del ghiaccio.
Il sabato sera vengono svolti i fuochi d'artificio.

### Altre attività
Annualmente il Servizio Conservazione della Natura e Valorizzazione Ambientale, in collaborazione con l'APT Valsugana e il Centro di esperienza di Levico della Rete trentina di educazione ambientale APPA-SIQUA, organizza delle attività di animazione culturale, con lo scopo di offrire ai turisti varie proposte culturali e di intrattenimento e di destagionalizzare l'uso del parco.
Il progetto prende il nome di "Vivere il Parco" e comprende attività di animazione culturale rivolte ad un pubblico eterogeneo: momenti di svago a contatto con la natura, attività didattiche, ludiche e di intrattenimento che si tengono prevalentemente all'anfiteatro naturale. Lì vengono infatti organizzati concerti di musica e rappresentazioni teatrali, che affrontano tematiche legate alla natura e all'ambiente. 
L'obiettivo di chi partecipa ai laboratori è quello di favorire la sperimentazione dei linguaggi grafici, visivi e manuali, imparando a tutelare e valorizzare il territorio.
Vengono inoltre organizzati progetti di promozione, formazione e informazione sull'educazione ambientale, attraverso laboratori pensati per le scuole, i Comuni e i Comprensori, da parte della Rete trentina di educazione ambientale, Settore Formazione e informazione dell'Agenzia Provinciale per la Protezione dell'Ambiente della provincia autonoma di Trento. 
L'obiettivo è quello di promuovere buone pratiche per uno sviluppo sostenibile.
Il Centro di esperienza della Rete trentina di educazione ambientale "Parco delle Terme di Levico", ha sede nella Casa dei Giardinieri e si identifica come centro di documentazione e didattica sui parchi, i giardini e il paesaggio, così da migliorare la conoscenza dei parchi storici di Levico Terme e Roncegno Terme, dei loro patrimoni e ambiente, alimentando l'interesse delle persone nel prendersi cura della natura.
Dal 2003 si tiene "Ortinparco", una serie di iniziative legate alla cura degli orti e dei giardini tra cui l'allestimento di orti-giardino temporanei, laboratori creativi e mercatini.